# TIA
|  | Per a altres significats, vegeu «TIA (Mortadel·lo i Filemó)». |

TIA (Total Information Awareness) és un sistema de recerca intel·ligent desenvolupat per la DARPA, capaç de generar informació creuada des de diferents àmbits i potencialment capaç de contestar a les nostres necessitats. Es compon d'una sèrie de programes que comparen nombrosos patrons de comportament amb comportaments d'individus i avalua si el context suggereix que es tracten de terroristes. Es tracta d'un sistema de coneixement total de la informació.